# Bismut-209
Bismut-209 (209Bi) je nejstabilnější izotop bismutu, má nejdelší známý poločas přeměny ze všech nuklidů, které procházejí alfa rozpadem. V jeho jádru je 83 protonů a magický počet 126 neutronů; atomová hmotnost je 208,980 398 7 u. Veškerý prvotní bismut je tvořen tímto izotopem, který také vzniká beta minus přeměnou olova-209:
 209
82 Pb →  209
83 Bi +  0
-1 e

## Stabilita
Dlouho se předpokládalo, že je bismut-209 nejtěžším stabilním nuklidem, ovšem v roce 2003 Noël Coron a jeho spolupracovníci z Institut d’Astrophysique Spatiale v Orsay zjistili, že tento nuklid podléhá alfa rozpadu s poločasem přibližně 1,9×1019 let, více než miliardkrát delším, než je dosavadní stáří vesmíru; z teoretických výpočtů předtím vyplýval poločas 4,6×1019 let. Při rozpadu se uvolní alfa částice o energii 3,14 MeV a atom se přemění na thallium-205.:
 209
83 Bi →  205
81 Tl +  4
2 He

### Rychlost rozpadu
Podle United States Geological Survey bylo roku 2010 na celém světě vytěženo 8 900 tun bismutu (který je prakticky zcela tvořen 209Bi). Z tohoto množství by se za dobu odpovídající stáří vesmíru přeměnilo na thallium méně než 4,5 gramů.

## Použití
Bismut-209 se používá k výrobě polonia-210, které se získává ostřelováním 209Bi neutrony. Každý rok je vyrobeno pouze kolem 100 gramů 210Po.
Bismut-209 je součástí mnoha léčiv na nemoci trávicí soustavy, jako je například bismutsubsalicylát.

## Tvorba
V hvězdách v asymptotické větvi obrů se s-procesem vytváří 209Bi a 210Po jako nejtěžší nuklidy, které tímto procesem vznikají. Všechny těžší prvky vznikají r-procesem, který se odehrává v supernovách prvních patnáct minut po jejich výbuchu.